# Pietro Nocito
Pietro Nocito (Calatafimi, 21 dicembre 1841 – Roma, 24 gennaio 1904) è stato un politico e giurista italiano.

## Biografia

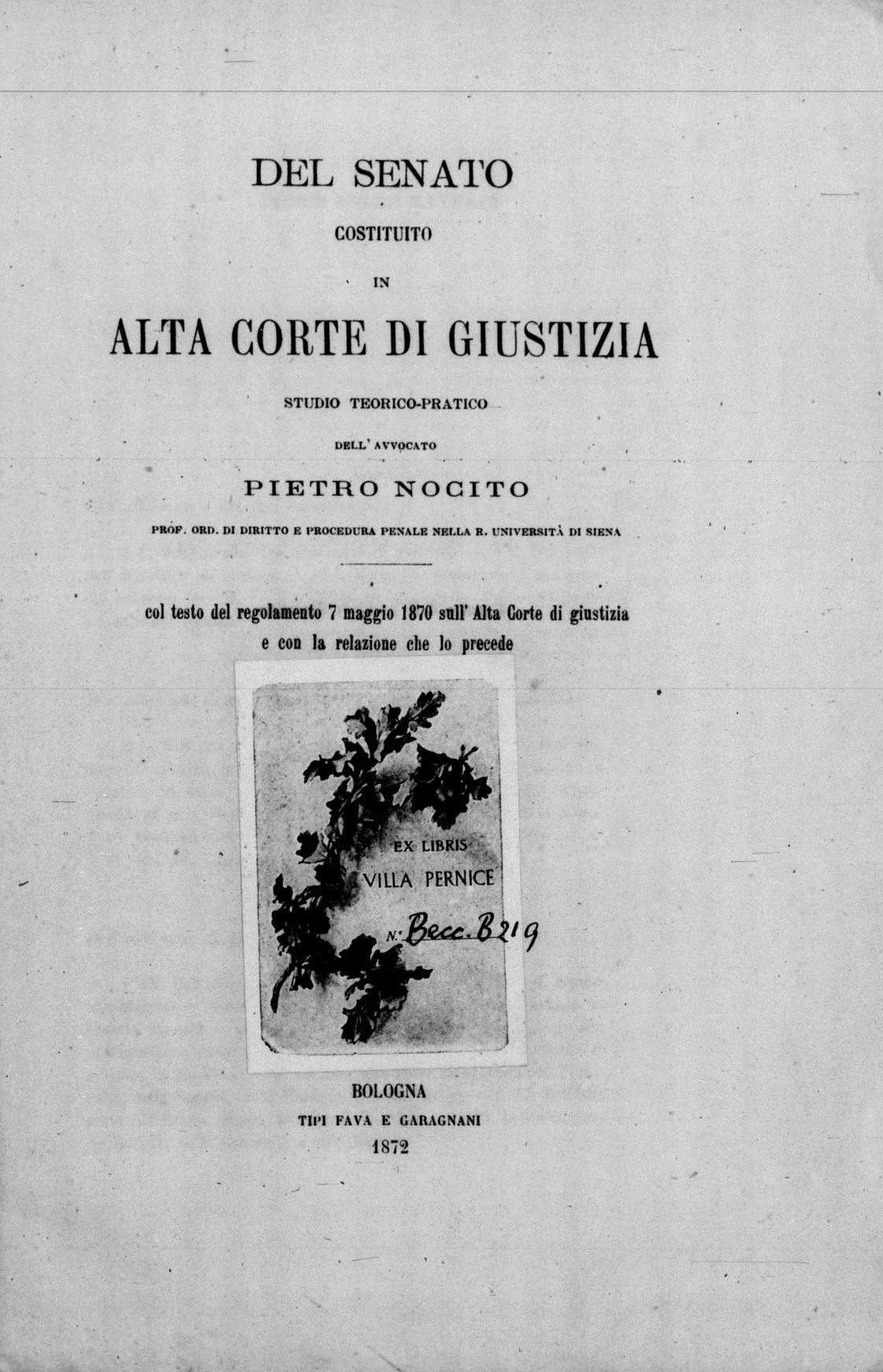
Del Senato costituito in Alta Corte di giustizia, 1872

Docente dal 1868 all'università di Siena e dal 1872 all'università di Torino, nel 1874 passò all'università di Roma.
Deputato dal 1876 al 1904 per 9 legislature, ottenne la carica di sottosegretario al Ministero di Grazia e Giustizia e dei Culti nel governo Giolitti I, dal 15 maggio 1892 al 14 maggio 1893.

## Opere
- Del Senato costituito in Alta Corte di giustizia, Bologna, Tipi Fava e Garegnani, 1872.